# 12 août 1936
Le mercredi 12 août 1936 est le 225e jour de l'année 1936.

## Naissances
- André Kolingba (mort le 7 février 2010), chef de l'État centrafricain
- Gérard Masson, compositeur français
- Gabriel Matzneff, écrivain français
- Hans Haacke, artiste de l'objet et artiste conceptuel allemand
- John Poindexter, officier naval américain
- Khalfa Mameri, homme politique et écrivain algérien
- Osamu Ishiguro (mort le 9 novembre 2016), joueur de tennis japonais
- Rachid Mekhloufi, joueur de football algérien

## Décès
- Édouard de Ribaucourt (né le 8 décembre 1865), philosophe et franc-maçon français
- Manuel Basulto Jiménez (né le 17 mai 1869), évêque espagnol
- Manuel Goded (né le 15 octobre 1882), militaire espagnol d'origine portoricaine